# Dušan Lojda
Dušan Lojda, né le 8 mars 1988 à Ivančice, est un joueur de tennis professionnel tchèque.

## Carrière
Il est champion d'Europe junior en double en 2005 et vice-champion en simple en 2006. Il a remporté l'US Open 2006 dans la catégorie junior en battant en finale Peter Polansky. Il atteint la 3e place au classement après le tournoi.
Il a remporté un tournoi Challenger à Prague en 2007 alors qu'il était entré dans le tableau final grâce à une wild card. Classé 502e mondial avant de commencer le tournoi, il élimine deux joueurs du top 100 sur son parcours. Il est également finaliste du tournoi de Séoul en 2009. Il s'est imposé à 18 reprises en simple sur le circuit Futures et à deux reprises en double.
En 2010, il se qualifie pour son premier tournoi du Grand Chelem à l'US Open mais il perd au premier tour contre l'Allemand Philipp Petzschner.

## Parcours dans les tournois deGrand Chelem

### En simple
| Année | Open d'Australie | Open d'Australie | Internationaux de France | Internationaux de France | Wimbledon | Wimbledon | US Open         | US Open       |
| ----- | ---------------- | ---------------- | ------------------------ | ------------------------ | --------- | --------- | --------------- | ------------- |
| 2010  | —                | —                | —                        | —                        | —         | —         | 1er tour (1/64) | P. Petzschner |

N.B. : à droite du résultat se trouve le nom de l'ultime adversaire.